# Dragula
«Dragula» es una canción coescrita y grabada por el músico estadounidense Rob Zombie. Fue lanzado en agosto de 1998 como el primer sencillo de su debut en solitario Hellbilly Deluxe. Desde su lanzamiento se ha convertido en la canción más vendida con más de 717 mil copias en los Estados Unidos en 2010. La canción se basa en el auto de carreras "DRAG-U-LA" aparecido en La Familia Monster.
El audio-clip "...superstition, fear and jelousy" (superstición, miedo y celos en español) al principio de la canción es de la película Horror Hotel hablado por Christopher Lee.
La canción también aparece en álbumes recopilatorios como Past, Present & Future y The Best of Rob Zombie. El sencillo original tenía un big beat remix titulada "Hot Rod Herman Remix" (en referencia de un episodio de La Familia Monster) que contiene "American Made Music to Strip By" (con el nombre "Si Non Oscillas, Noli Tintinnare Mix"), y aparece en la película The Matrix encontrándose en la banda sonora. Además se ofrece como soundtrack en los videojuegos Twisted Metal 4, Jet Grind Radio, Sled Storm (2009), Gran Turismo 2 y en Twisted Metal del 2012.

## Antecedentes y Composición
Zombie dijo a la revista Billboard que el título proviene de "el nombre del auto de carreras del Abuelo Monster de la vieja serie de televisión". Él dijo: "fue un espectáculo clásico con grandes personajes de cómic". Curiosamente Dragula fue una de las últimas canciones terminadas para la grabación.

## Vídeo musical
El vídeo muestra a Rob Zombie manejando el Munster Koach (no el auto Dragula) con varias escenas de los miembros de la banda y diferentes escenas de películas (como Dr. Jekyll & Mr. Hyde que aparece al inicio). También algo que llama la atención es el robot asesino serial que aparece en The Phantom Creeps. Alcanzó gran rotación en MTV tras el gran éxito del disco. El vídeo también aparece en Idle Hands

## Versiones
La canción ha sido versionada por Mitchell Sigman para el disco The Electro-Industrial Tribute to Rob Zombie en 2002. También fue versionada por la banda de Metalcore Gótico Motionless in White en 2009 y la banda de Rock Electrónico Crosses para el álbum Mondo Sex Head en 2012.

## Uso en la cultura popular
- La canción se escucha en el episodio "Escape from Party Island" de King of the Hill.
- La versión "Hot Rod Herman remix" aparece en la película The Matrix.
- La canción aparece en el videojuego de Sega Jet Set Radio lanzado en 2000.
- La canción se toca en el episodio The Box (Part 1) de la serie de televisión Alias.
- Aparece en Actividad Paranormal 4 de 2012.
- Es el soundtrack para juegos del Playstation One Sled Storm, Gran Turismo 2 y Twisted Metal 4 (este último con la versión "Hot Rod Herman remix")
- Aparece en la película de 1999 Idle Hands.

## Lanzamientos
Reino Unido – CD Maxi Single
1. Dragula - 3:42
2. Dragula (Hot Rod Herman Remix) - 4:36
3. Dragula (Enhanced Music Video)  - 3:42

 Reino Unido – 7" Picture Disc 1
1. Dragula - 3:42
2. Halloween (She Get So Mean) - 2:50

 Reino Unido – 7" CD 2
1. Dragula - 3:42
2. Dragula (Hot Rod Herman Remix) - 4:36

 Estados Unidos – Promocional en 7"
1. Dragula - 3:42
2. Super Monster Sex Action - 3:00

 Estados Unidos – CD Maxi Single
1. Dragula - 3:42
2. Dragula (Hot Rod Herman Remix) - 4:36
3. What Lurks On Channel X? - 2:29

## Personal
- Tom Baker-Masterización
- Paul DeCarli-Programaciones adicionales
- Frank Gryner-Programaciones adicionales
- Scott Humphrey-Productor, mezclador y programador
- Chris Lord-Alge-Mezclas adicionales
- Blasko-Bajista
- Mike Riggs-Guitarrista
- John Tempesta-Baterista
- Rob Zombie-Vocalista, letras, arte

## Posicionamiento en listas
| País           | Lista (1998)                             | Mejor posición |
| -------------- | ---------------------------------------- | -------------- |
| Estados Unidos | Billboard Bubbling Under Hot 100 Singles | 16             |
| Estados Unidos | Billboard Modern Rock Tracks             | 27             |
| Estados Unidos | Billboard Mainstream Rock Tracks         | 6              |
| Reino Unido    | UK Singles Chart                         | 44             |